# Форт Шафтер
Форт Шафтер (англ. Fort Shafter) — одна з військових баз армії США, яка розташована в окрузі Гонолулу, Гаваї. Форт Шафтер був заснований армією 22 червня 1907 року. База внесена до списку національних історичних пам'яток і визнана Національним реєстром історичних місць. Форт Шафтер є штаб-квартирою Тихоокеанської армії США, Головного командування сухопутних сил США в Тихоокеанському регіоні та Тихоокеанської дивізії корпусу інженерів армії. Форт Шафтер — найстаріша військова база на острові Оаху на Гаваях.

## Галерея

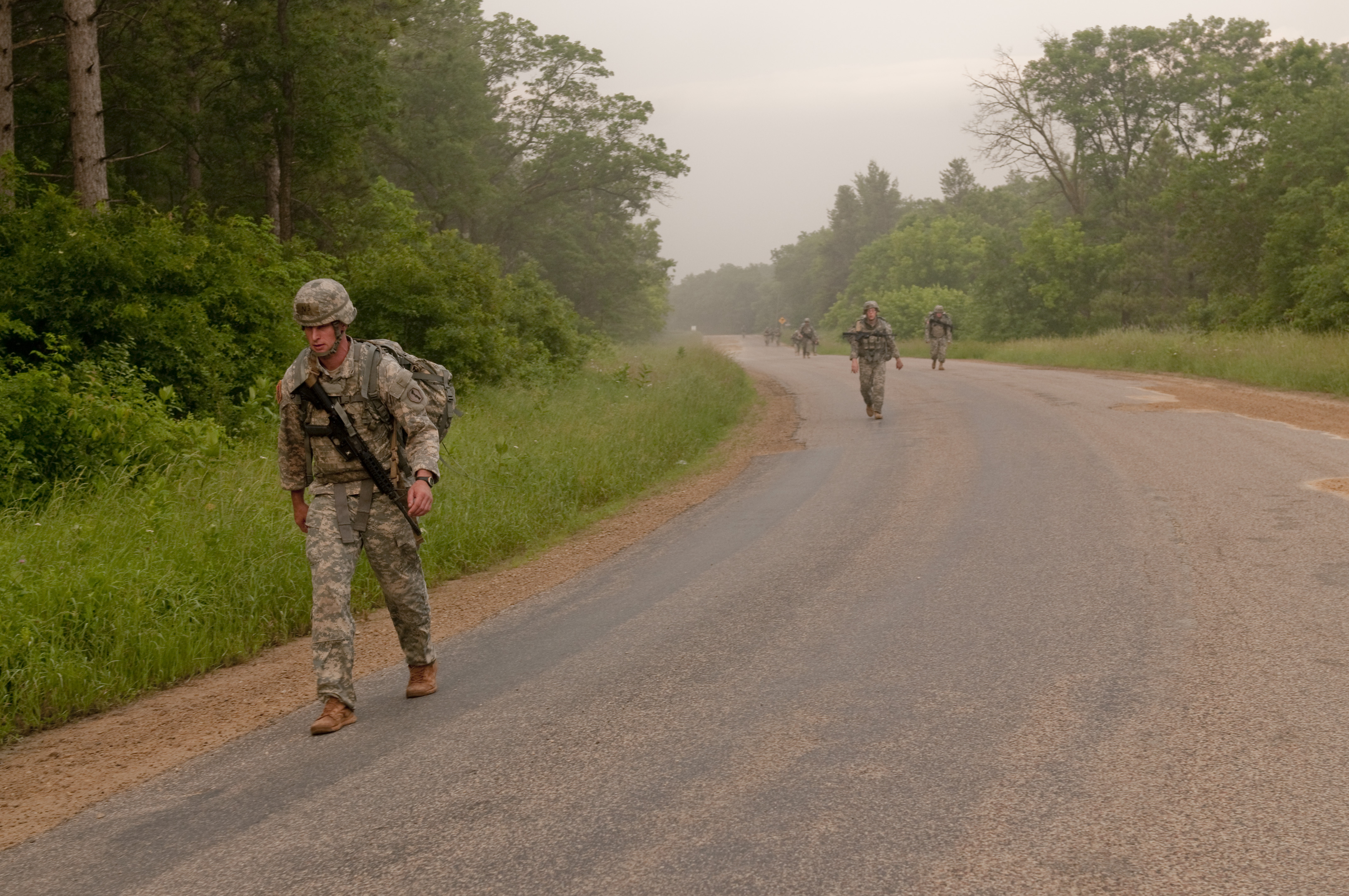
Змагання на кращого воїна Резерву армії США. 2013
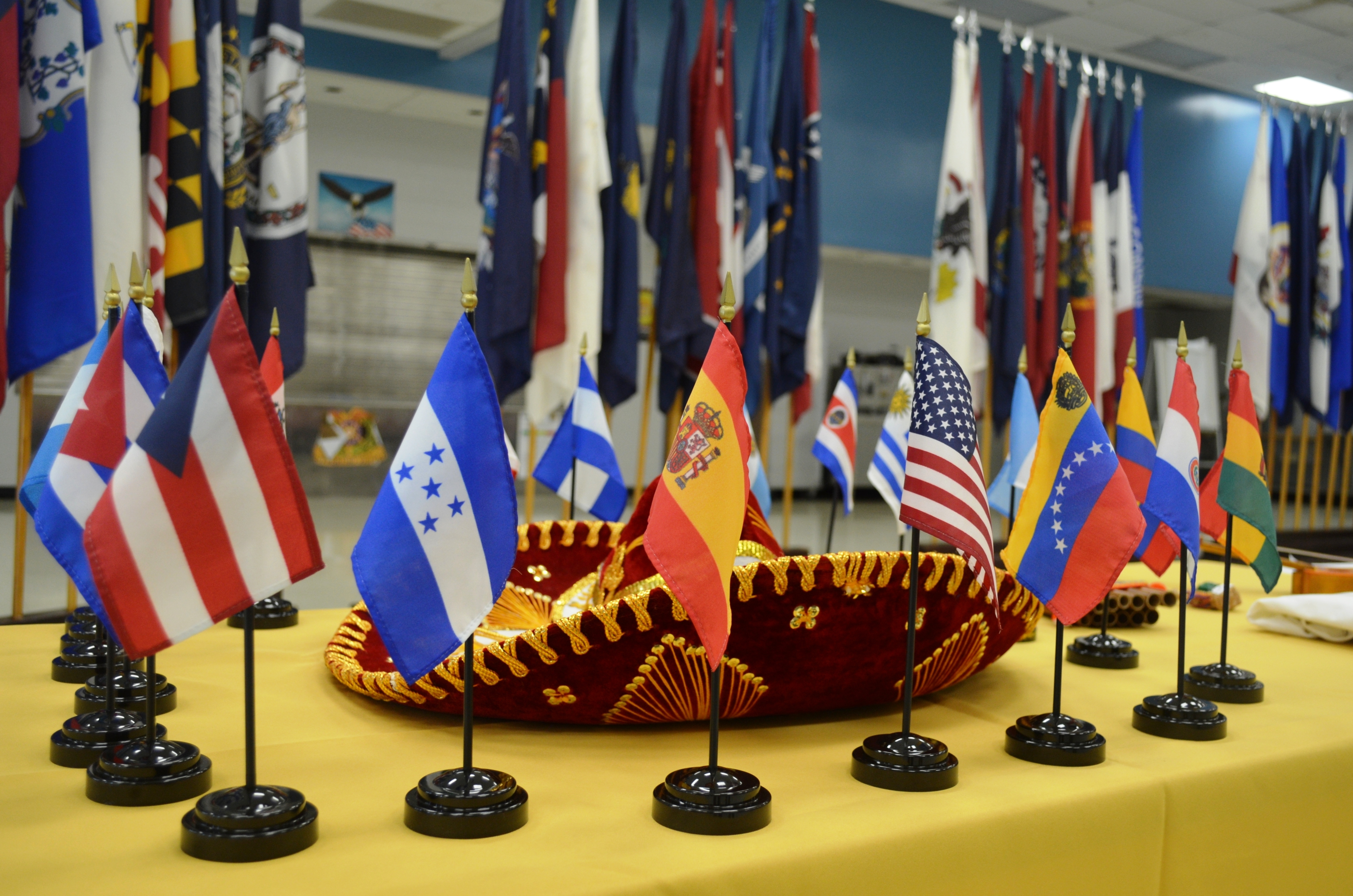
Святкування Дня іспанської спадщини та традицій. 2 жовтня 2013
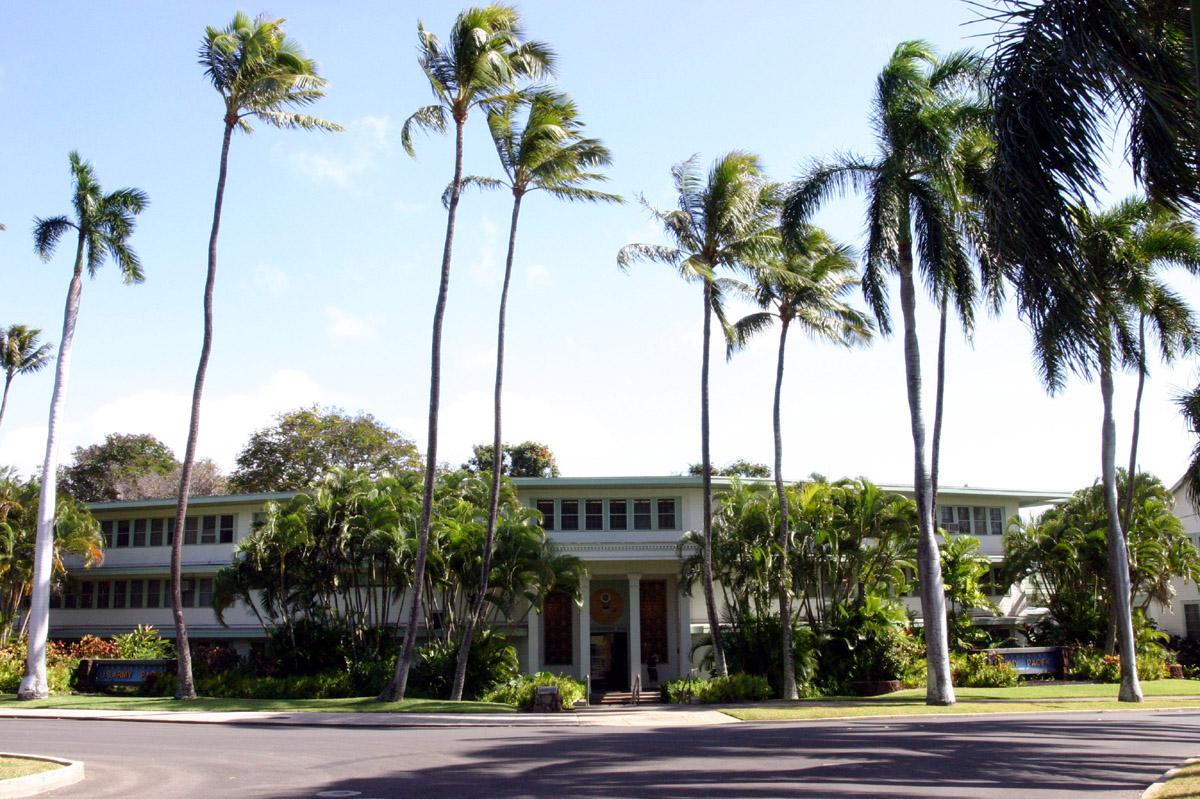
Річардсон-голл на базі. 2016
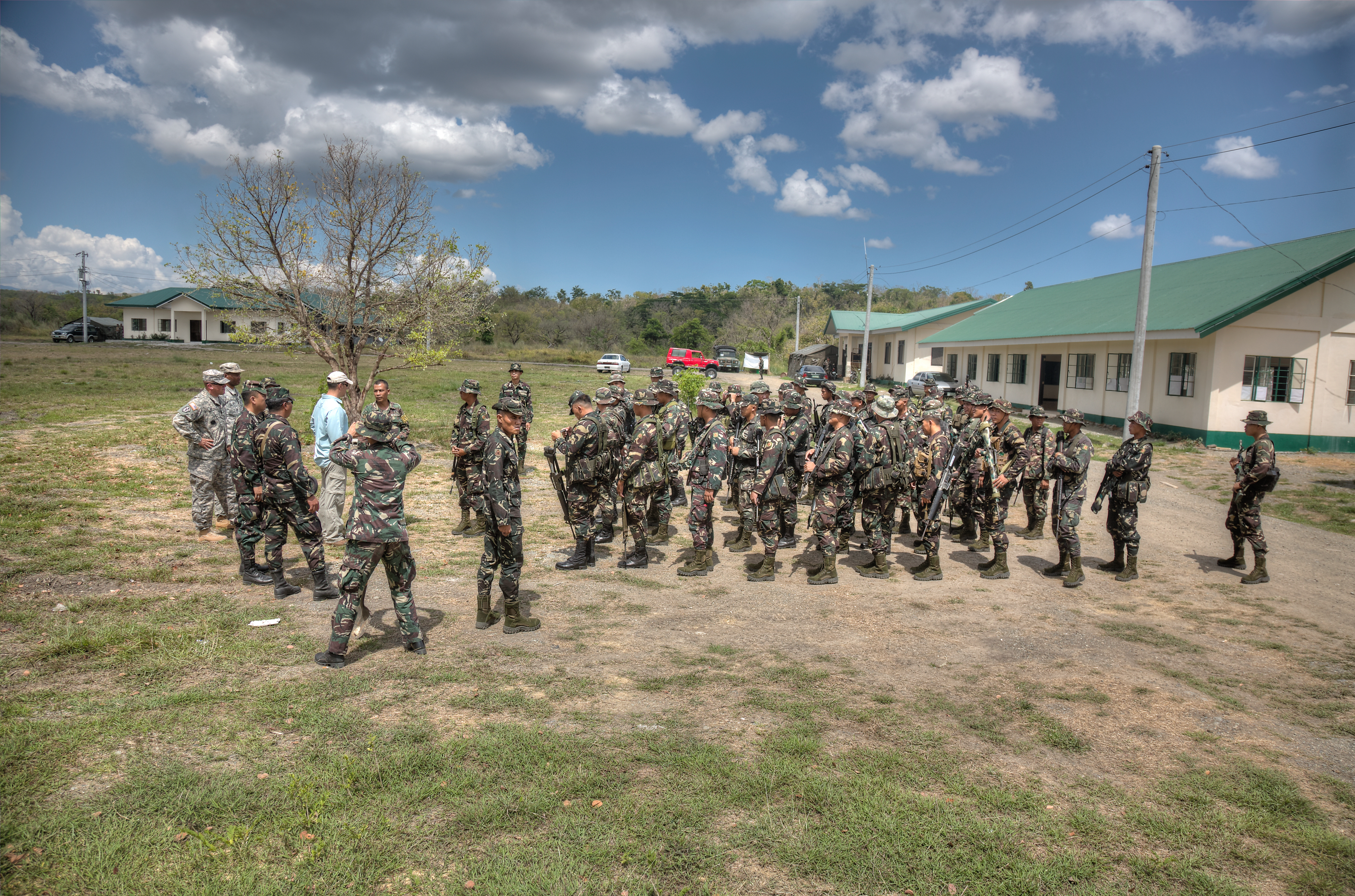
Польові заняття з тактичної підготовки з військовослужбовцями філіппінської армії. 2014
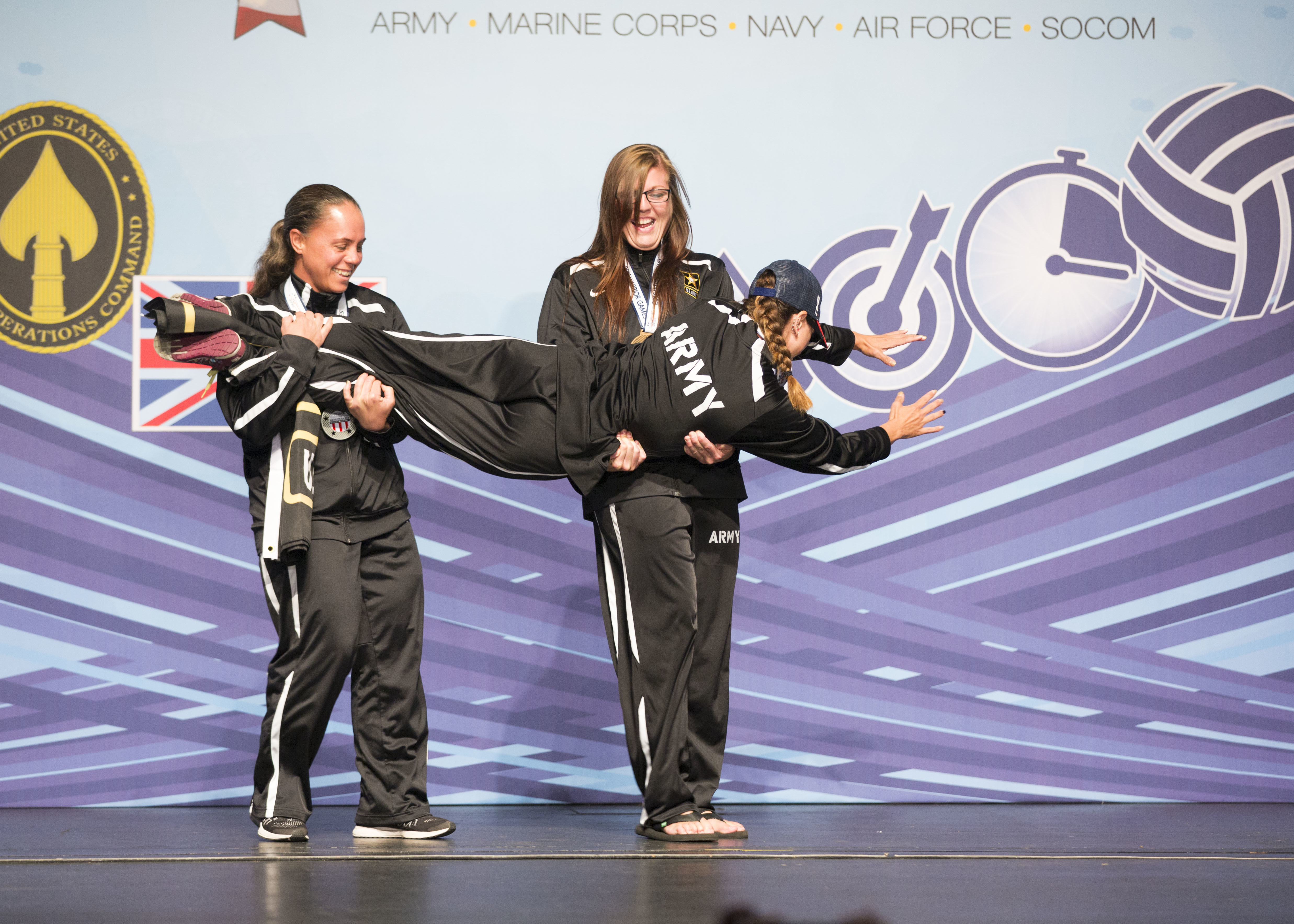
Церемонія нагородження за результатами змагання на кращого воїна Резерву армії США. 2016
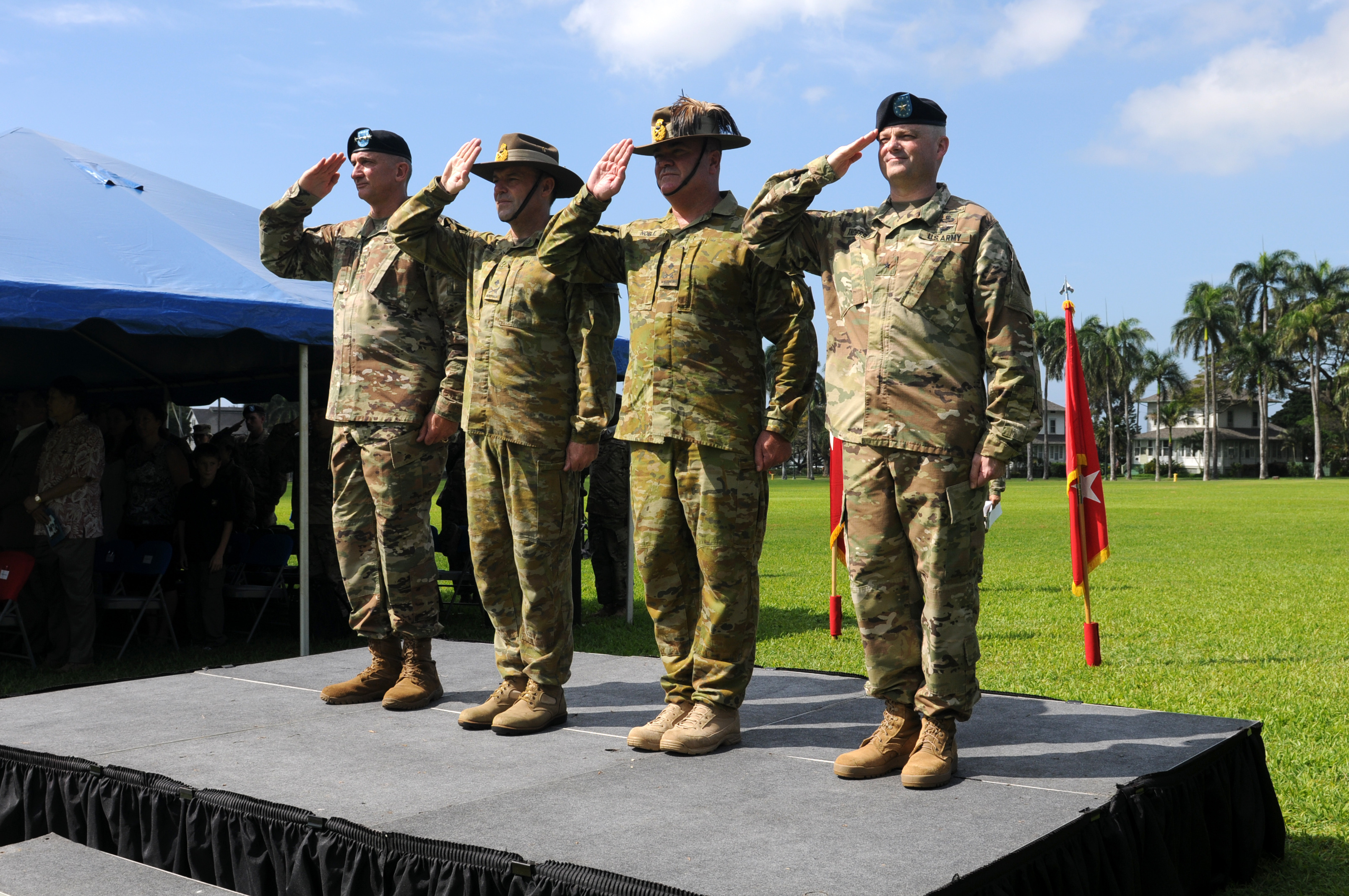
Урочистості з приводу зміни командування австралійсько-американським угрупованням. 2017